# John Albrechtson
John Robert Albrechtson (Gotemburgo, 22 de julho de 1936 — Frölunda, 27 de agosto de 1985) foi um velejador sueco, campeão olímpico. Ele competiu nos Jogos Olímpicos de Verão de 1976 na classe Tempest e conquistou a medalha de ouro, ao lado de Ingvar Hansson.
Albrechtson começou sua carreira de velejador na classe Stjärnbåt e passou para a classe Star em 1957. Ele ganhou seu primeiro Campeonato Sueco em 1966. No mesmo ano, junto com Paul Elvstrøm, ele ganhou o Campeonato Mundial. Entre 1971 e 1978 Albrechtson competiu na classe Tempest.